# Sutri
Sutri település Olaszországban, Viterbo megyében. Lakosainak száma 6663 fő (2023. január 1.). Sutri Bassano Romano, Bracciano, Capranica, Monterosi, Nepi, Ronciglione és Trevignano Romano községekkel határos.

## Népesség
A település népessége az elmúlt években az alábbi módon változott:
| Lakosok száma | 6681 | 6643 | 6663 |
|               | 2017 | 2018 | 2023 |